# JALですかい
JALですかい (ジャルですかい、JAL de SKY) は、JALUXが販売する日本航空が機内食の軽食をインスタント食品やレトルト食品として開発した機内提供用シリーズ。

## 概要
1992年6月、日本航空 (JAL) が国際線の機内で提供するために、日清食品と共同開発したカップ麺シリーズの第一弾「うどんですかい」の提供を開始。以降、機内提供用『ですかい/デスカイ/deSKYシリーズ』として蕎麦の「そばですかい」、ラーメンの「らーめんですかい」等のバリエーションやネーミングを冠した派生品が開発され、次々とシリーズ化された。これらは日本航空の関連会社JALUXや日清食品の通信販売等でも取り扱っている。製造は日清食品の協力工場、群馬県渋川市のラミーパスタ工業が行なっている。
JALUXの広報担当者によれば、『〜ですかい』というダジャレのネーミングの経緯ははっきり記録に残っていないものの、当時JAL宣伝部で『空＝SKY』とかけて名付けられたものであるといい、一方でJALとかけて『〜でごじゃる』という案も出ていたという。表記については、和食はひらがな表記の『ですかい』、洋食はカタカナ表記の『デスカイ』、水などは英語表記の『deSKY』が使用されている。
なお、deskyをフランス語として理解すると、空の~となる　フランス語のde=英語のof

### 工夫
日清食品と共同開発のカップ麺シリーズは機内食用に開発したもので、低い湯温でも麺が戻りやすく、通常のカップ麺と比べ伸びにくい特殊麺が採用されている。ジェット機の飛行中は、標高2,000メートル前後の山と同じ気圧で与圧されており、海抜1メートルより気圧が低いため、沸点が下がり 90 ℃ 程度の熱湯しか得られない。一般のカップ麺では麺の戻りが悪く食味を損ねるので85 ℃のお湯でも十分美味しく食べられかつ、国際線においては客室乗務員がお湯を注ぎ、客席まで運んで提供するという、機内サービスに即した工夫がなされた結果である。

## 関連商品
洋食のデスカイシリーズ、カレーライスのレトルト食品「カレーデスカイ」は、大塚食品と共同開発された。フリーズドライ製法の「みそ汁ですかい」は、マルコメと共同開発されている。

## ラインナップ

### ですかいシリーズ
- うどんですかい（1992年6月1日提供開始）
- そばですかい（1996年12月1日提供開始）
- らーめんですかい（2001年4月1日提供開始）
- カレーうどんですかい（2007年11月1日提供開始）
- そうめんですかい（2012年11月1日提供開始）
- ちゃんぽんですかい（2015年9月1日販売）[4]
- みそ汁ですかい（2005年6月1日販売）[3]

### デスカイシリーズ
- カレーデスカイ（2011年11月1日リニューアル）[2]
- シチューデスカイ
- ハヤシデスカイ

### その他
- 水deSKY

## 類似商品
その後全日本空輸 (ANA) が、うどんですかいの成功を見て、類似コンセプトの「とびっきりおうどん」と「とびっきりみそらーめん」を東洋水産と共同開発し、ビジネスクラス以上で提供していたが、現在は製造を終了したため提供は廃止された。
また、その他の日本国外航空会社の日本に乗り入れる国際路線のビジネスクラスにおいても、同様にカップ麺が提供されることも多い。